# 查干湖站
查干湖站是位于吉林省松原市前郭尔罗斯蒙古族自治县新庙镇的一个铁路车站，邮政编码131300。车站建于2015年，有长白铁路经过该站，现仅办理客运业务，车站及其上下行区间均已电气化。车站距离长春站182公里，隶属沈阳铁路局，是三等站。车站附近有查干湖景区。